# Casetta di pan di zenzero

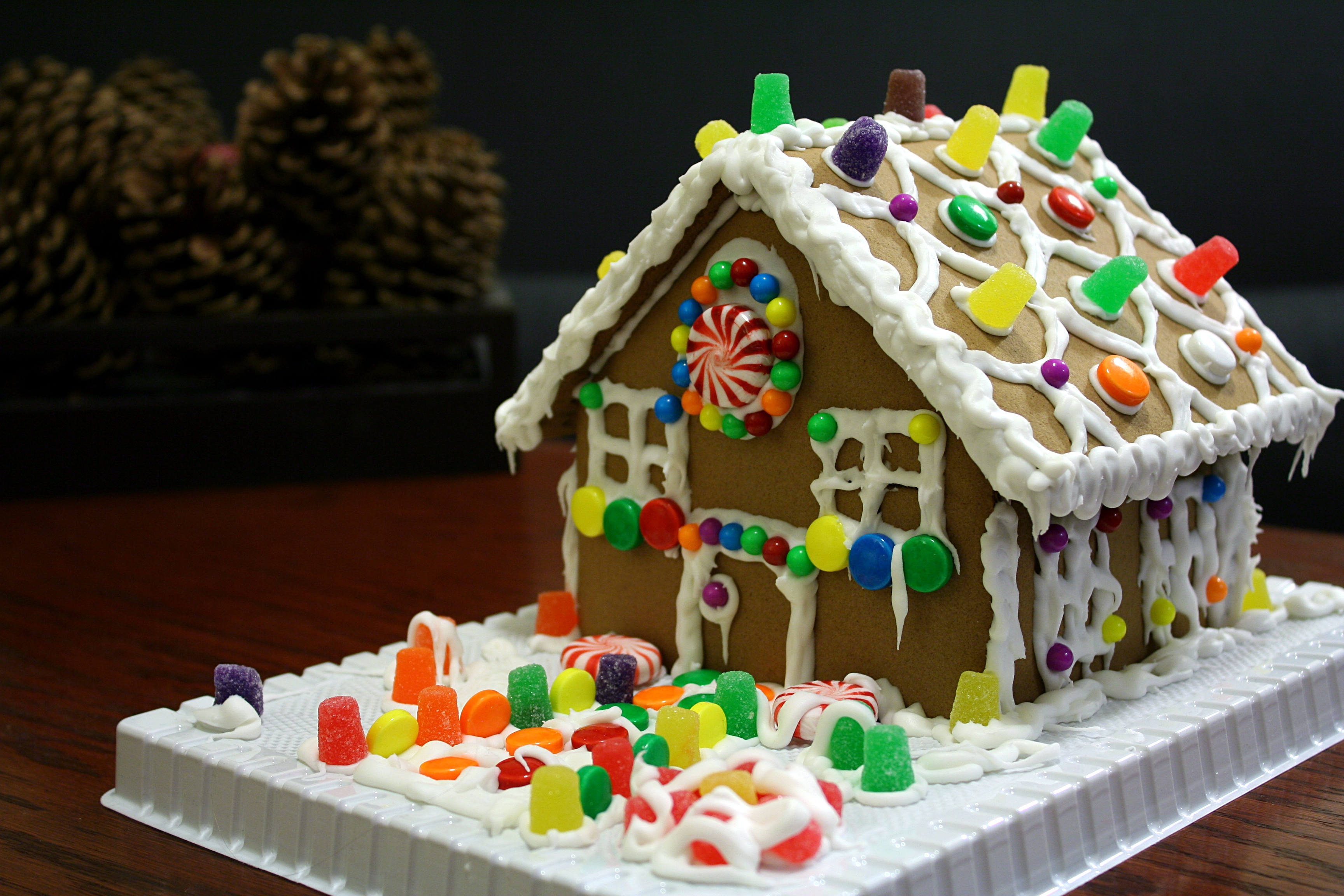
Una tipica casetta di pan di zenzero

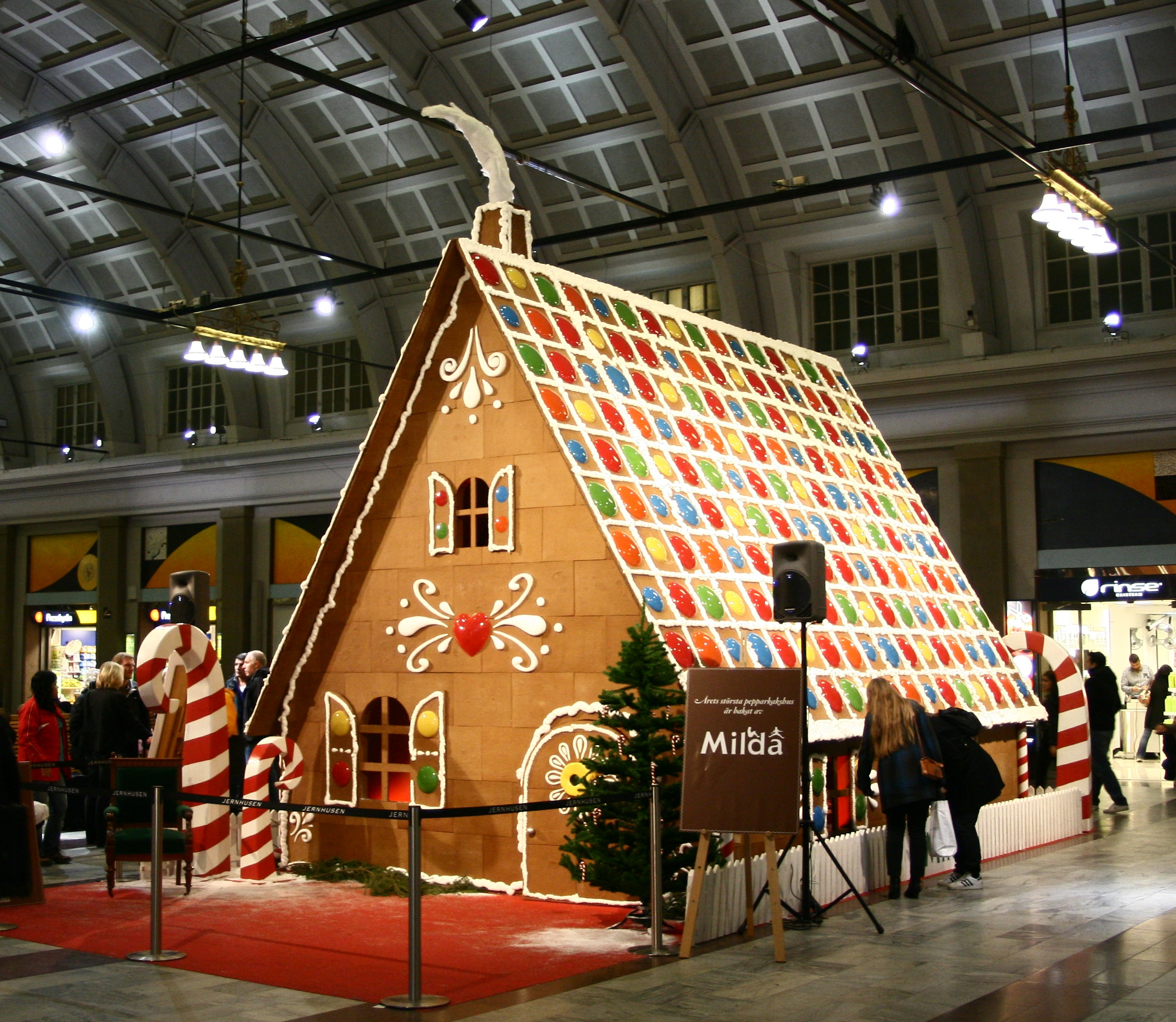
Una casa di pan di zenzero a grandezza naturale a Stoccolma nel 2009 (è stata creata con 294 kg di farina, 100,4 kg di zucchero, 64 l di sciroppo, 2,2 kg ciascuno di cannella, chiodi di garofano e zenzero e 3,7 kg di lievito)

Una casetta di pan di zenzero è fatta di pasta biscotto, tagliata e cotta in forma appropriata per formare delle costruzioni. Il materiale di solito è un biscotto di zenzero croccante fatto di pan di zenzero, noto come pepparkakor. Un altro genere è prodotto con pan di zenzero utilizzato come pasta da forno che può essere lavorato come creta per creare statuette commestibili e altre decorazioni. Queste casette, ricoperte da diverse varietà di caramelle e glassa, sono delle popolari decorazioni natalizie, spesso costruite dai bambini con l'aiuto dei genitori.

## Storia

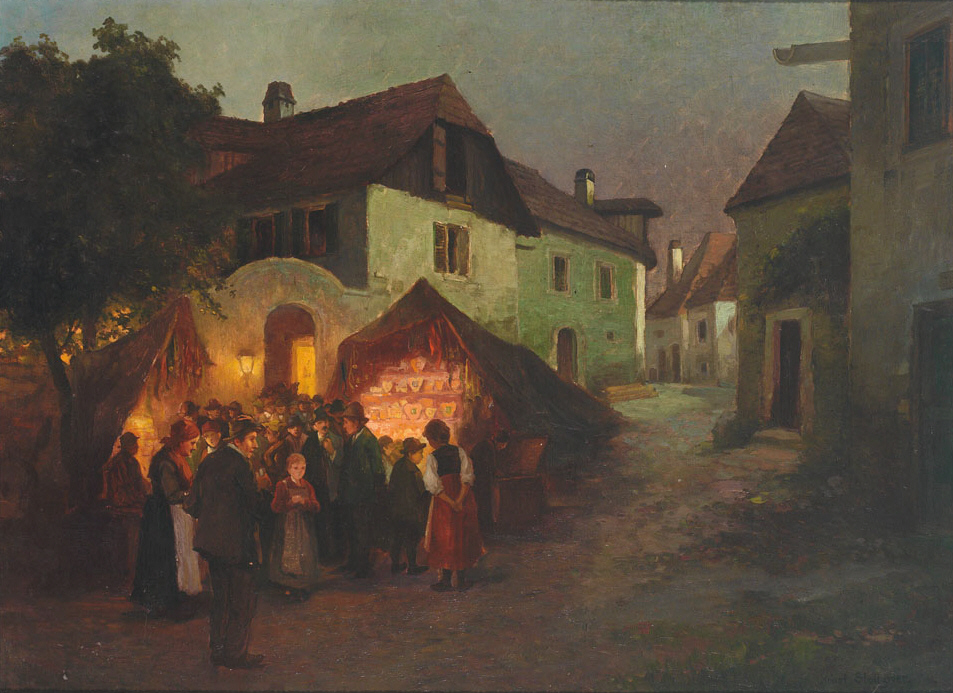
Un dipinto raffigurante pan di zenzero venduto a una fiera di paese

Documenti riguardanti dolci al miele risalgono ai tempi dell'Antica Roma. Gli storici del cibo affermano che lo zenzero ha insaporito gli alimenti e le bevande sin dall'antichità. Si ritiene che il pan di zenzero sia stato prodotto per la prima volta in Europa alla fine dell'XI secolo, quando i crociati di ritorno dalle loro peregrinazioni riportarono del pane speziato dal Medio Oriente. Lo zenzero non solo era gustoso, ma aveva proprietà in grado di migliorare la conservazione del pane.
Secondo una leggenda francese, il pan di zenzero è stato portato in Europa nel 992 dal monaco armeno, in seguito santificato, Gregorio di Narek. Questi visse per sette anni a Bondaroy, in Francia, vicino al paese di Pithiviers, dove aveva insegnato il segreto del pan di zenzero ai sacerdoti e agli altri cristiani. Morì nel 999. Un'altra leggenda medievale Cristiana elaborata sul Vangelo di Matteo si collega alla nascita di Gesù. Secondo tale leggenda, attestata da un documento greco dell'VIII secolo, di presunta origine irlandese e tradotta in latino con il titolo di "Collectanea et Flores", oltre ad oro, incenso e mirra, offerti come doni da "uomini saggi provenienti da est" (i Re Magi),  lo zenzero avrebbe dovuto essere offerto da un altro uomo saggio che non riuscì a completare il suo viaggio verso Betlemme. Trascorrendo i suoi ultimi giorni in Siria, l'uomo donò il suo scrigno contenente radici di zenzero al rabbino che lo curò amorevolmente durante la sua malattia. Il rabbino gli narrò la profezia del grande re che stava per giungere agli ebrei e che sarebbe nato a Betlemme, il cui nome, in ebraico, significa "Casa del pane". Il rabbino era solito fare costruire ai suoi giovani discepoli case di pane nel corso del tempo per mantenere viva lo loro speranza dell'arrivo del Messia. Il magio suggerì di aggiungere lo zenzero al pane per migliorare l'aroma e il gusto. Il pan di zenzero, come è conosciuto oggi, deriva dalla tradizione culinaria medievale europea. Esso era prodotto in differenti forme dai monaci della regione della Franconia, in Germania, nel XIII secolo. I Lebkuchen, tipici biscotti speziati tedeschi, sono citati nel 1296 a Ulma e nel 1395 a Norimberga. Quest'ultima è stata riconosciuta come "la capitale del pan di zenzero nel mondo" quando nel 1600 maestri panificatori e abili artigiani crearono complesse forme artistiche di pan di zenzero. I panettieri medievali utilizzavano forme intagliate per creare progetti elaborati. Nel corso del XIII secolo, tale tradizione si diffuse nel resto d'Europa. In Svezia fu introdotta da immigrati tedeschi: vi sono riferimenti nell'Abbazia di Vadstena di suore svedesi che cucinavano pan di zenzero come rimedio contro le indigestioni nel 1444. Il dolcificante tradizionale è il miele, utilizzato a Norimberga. Le spezie utilizzate sono lo zenzero, la cannella, chiodi di garofano, noce moscata e cardamomo.
Gli omini di pan di zenzero risalgono al XV secolo e XVI secolo. I primi documentati risalgono alla corte di Elisabetta I d'Inghilterra che avevano l'aspetto dei più importanti ospiti che si recavano dalla regina.

## Storia delle forme del pan di zenzero

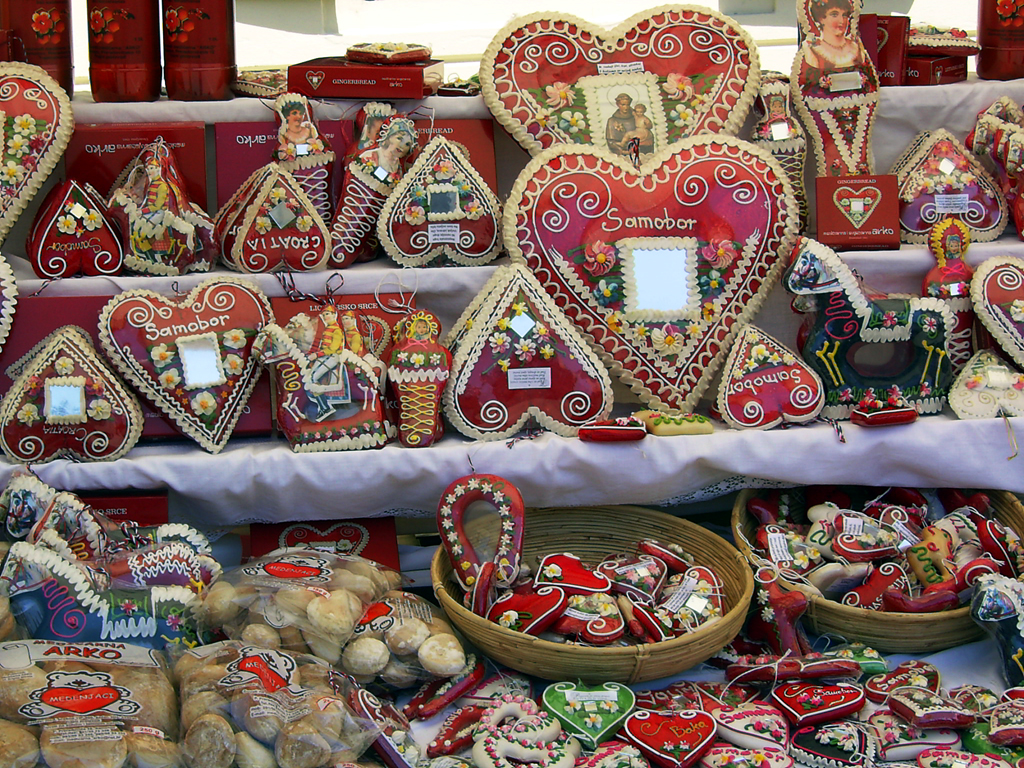
Cuori di pan di zenzero decorati con specchietti, ussari e souvenir in Croazia

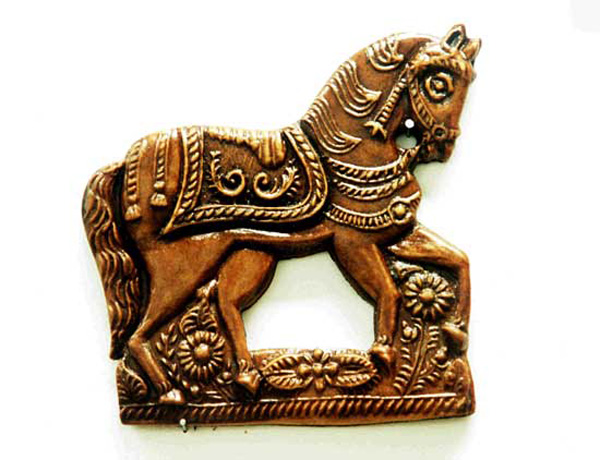
Dolcetto di pan di zenzero a forma di cavallo

I produttori di pan di zenzero si riunirono in gilde professionali. In molte nazioni europee costoro erano una componente distinta nella gilda dei fornai. Cucinare il pan di zenzero divenne una professione riconosciuta. Nel XVII secolo solo ai professionisti era permesso di cucinare il pan di zenzero, tranne a Natale e a Pasqua, quando era concesso a chiunque.
In Europa i pani di zenzero erano venduti in negozi speciali ed in mercati stagionali che li vendevano assieme ai dolci ed avevano le forme di cuori, stelle, soldati, bambini, cavalieri, giocolieri, spade, pistole e animali. In particolare erano venduti all'esterno delle chiese alla domenica e durante festività religiose come Pasqua e Natale. I pani decorati venivano offerti in dono agli adulti e ai bambini, o regalati come testimonianza d'amore, in particolare nei matrimoni, dove erano distribuiti agli ospiti degli sposi. Un pan di zenzero che effigiava il santo patrono era spesso dato come dono per l'onomastico di una persona. Era uso anche cucinare biscotti decorandoli e dipingendoli. I pan di zenzero più complessi erano anche impreziositi con glassa colorata e foglie d'oro. Il pan di zenzero era anche indossato come talismano in battaglia o come protezione dagli spiriti maligni.
Il pan di zenzero era una forma significativa di arte popolare in Europa; i maggiori centri di lavorazione erano a Lione, Norimberga, Pest, Praga, Pardubice, Pulsnitz, Ulma e Toruń. Essi rappresentavano anche avvenimenti reali, ritraendo ad esempio i nuovi governanti e le loro consorti. Delle collezioni possono essere osservate al Museo Etnografico di Toruń, Polonia e al Museo del Pane a Ulma, in Germania. Durante i mesi invernali erano consumati pasticcini di pan di zenzero, immergendoli in vino o in altre bevande alcoliche. In America, le comunità di lingua tedesca della Pennsylvania e del Maryland continuarono questa tradizione sino agli inizi del XX secolo. La tradizione sopravvive nel Nord America coloniale, dove i biscotti allo zenzero sono utilizzati come decorazioni natalizie.
La tradizione di produrre casette decorate di pan di zenzero nacque in Germania agli inizi del 1800. Secondo alcuni ricercatori, le prime casette furono ispirate dalla celebre fiaba dei Fratelli Grimm "Hänsel e Gretel" in cui due bambini abbandonati nella foresta trovano una casa commestibile fatta di pane con decorazioni di zucchero. Dopo la pubblicazione del libro, i fornai tedeschi iniziarono a vendere casette di pan di zenzero come quella del racconto. Queste divennero popolari nel periodo natalizio, una tradizione giunta negli Stati Uniti grazie agli emigrati tedeschi in Pennsylvania. Secondo altri storici del cibo, i Fratelli Grimm stavano parlando di qualcosa che era già esistente.

## Tempi moderni

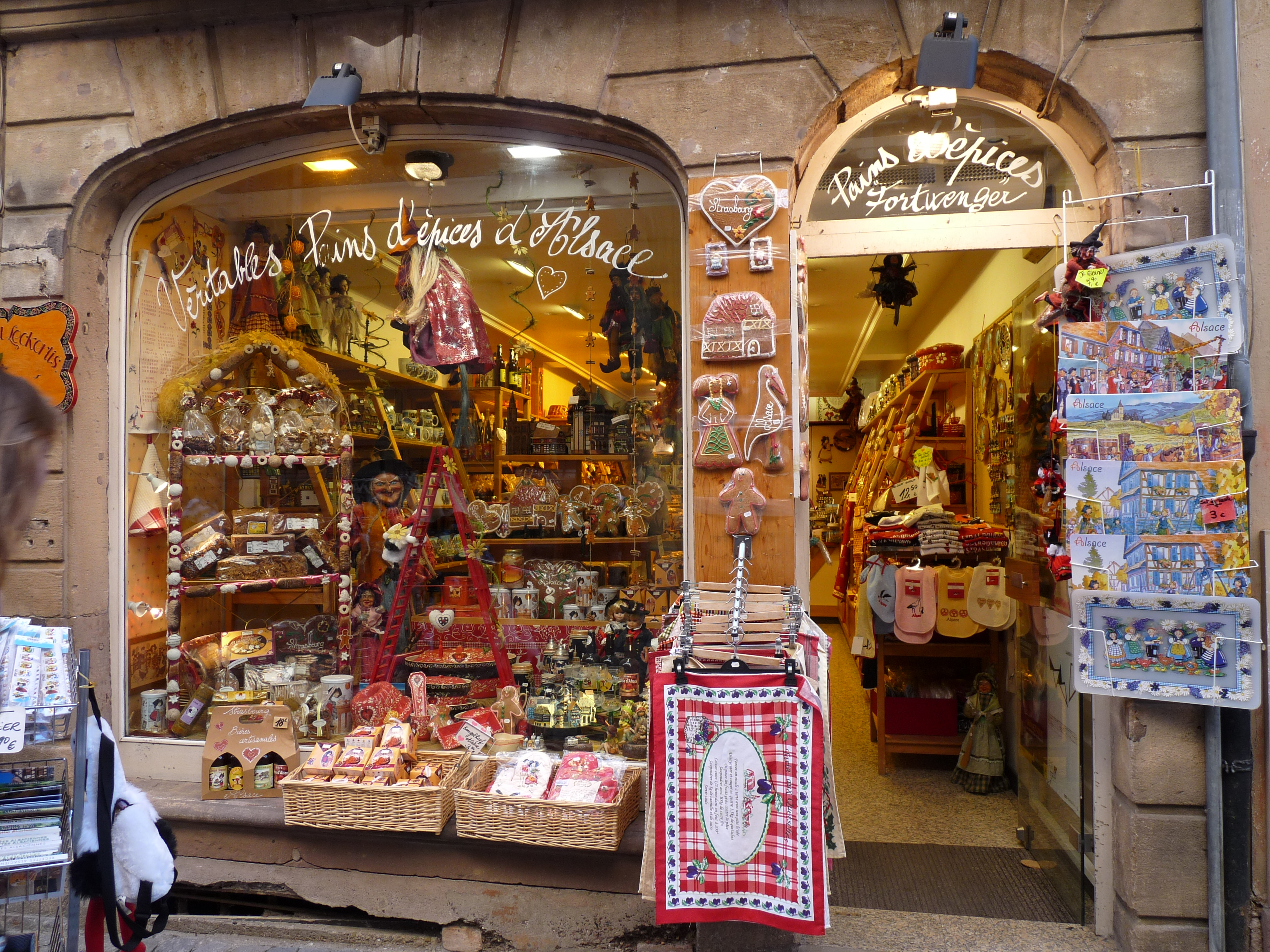
Un negozio di pan di zenzero a Strasburgo.

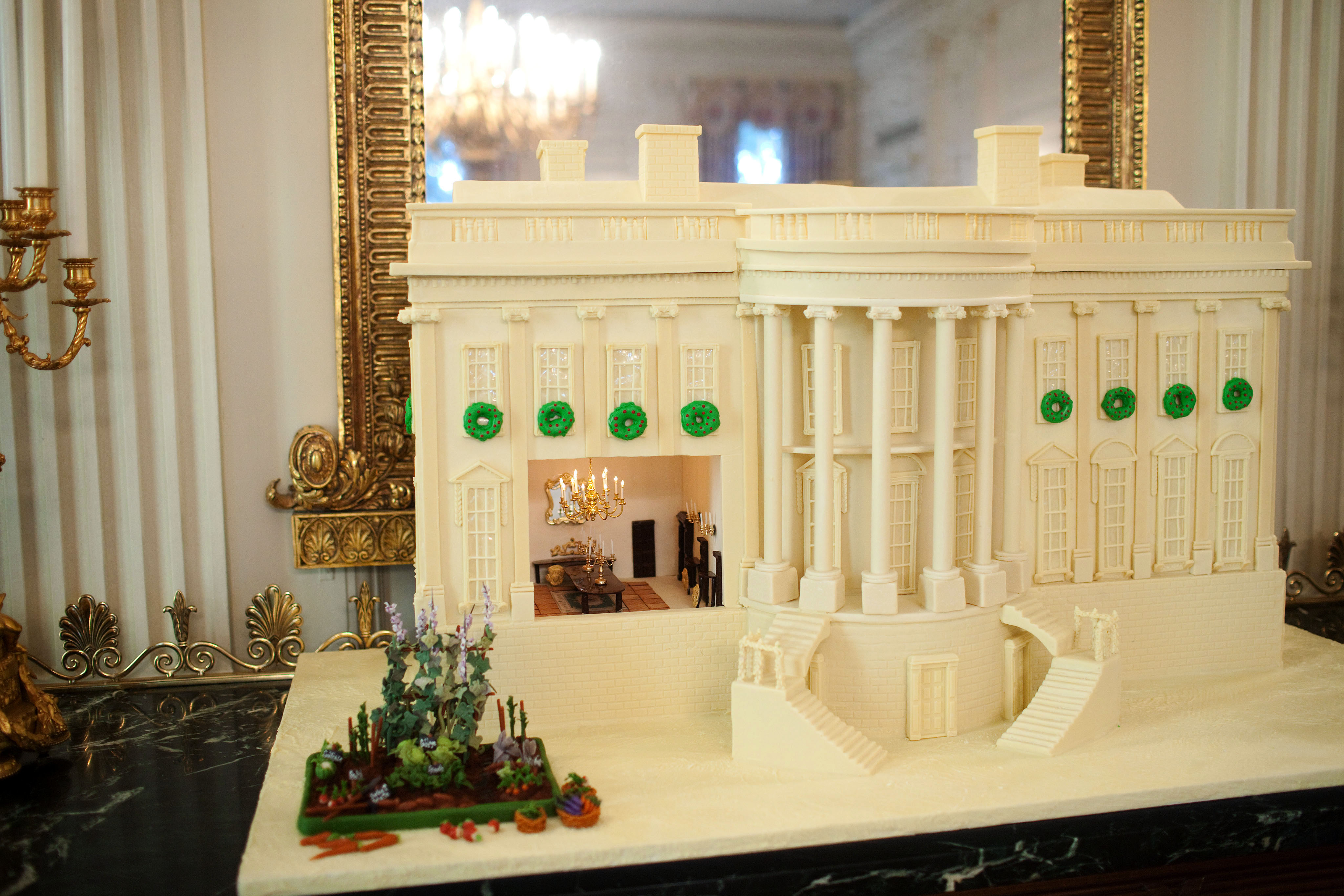
Una riproduzione della Casa Bianca fatta di pan di zenzero e cioccolato bianco

In tempi moderni la tradizione è continuata in alcune zone dell'Europa. In Germania i mercatini di Natale vendono ancora pan di zenzero decorato prima di Natale (i termini tedeschi per le casette di pan di zenzero sono Lebkuchenhaus o Pfefferkuchenhaus).
Fare casette di pan di zenzero è ancora un modo per celebrare il Natale in molte famiglie. Le casette sono in genere costruite con biscotti di zenzero assemblati con zucchero fuso. Le tegole sono create con biscotti o dolcetti. Il giardino invece è ricoperto di glassa che rappresenta la neve.
Una casetta di pan di zenzero non deve essere necessariamente una casa vera e propria, anche se ciò è molto comune. Può trattarsi di qualunque cosa, da un castello a una piccola capanna, o a un altro genere di edificio, come una chiesa, un museo d'arte,, uno stadio, o altri oggetti come automobili.
Nella maggior parte dei casi viene utilizzata la glassa come adesivo per assicurare le parti strutturali della casa, per via della sua facilità di preparazione.
In Svezia le casette di pan di zenzero sono preparate nel giorno di Santa Lucia. A partire dal 1991, gli abitanti di Bergen, in Norvegia, costruiscono una città fatta di casette di zenzero chiamata Pepperkakebyen (in lingua norvegese "il villaggio di pan di zenzero"), ritenuta la città di quel genere più grande del mondo. Ogni bambino sotto i 12 anni può costruire la sua casetta senza spese con l'aiuto dei genitori. Nel 2009, gli abitanti di Bergen rimasero scossi quando vennero a conoscenza che la loro città di pan di zenzero era stata distrutta da un atto di vandalismo. Anche a Washington viene creata ogni anno una città chiamata "Gingertown".
A San Francisco, gli hotel Fairmont e St. Francis ogni anno si sfidano con le loro casette di pan di zenzero nel periodo festivo.

## Guinness dei primati
Nel 2013, un gruppo a Bryan, nel Texas, superò il record del Guinness dei primati stabilito l'anno precedente per la più grande casetta di pan di zenzero, con una casa commestibile da 234 metri quadrati eretta per beneficenza in favore dell'ospedale locale. Il valore calorico di tale casa è stato stimato in 35,8 milioni e gli ingredienti includevano 1.327 kg di zucchero, 820 kg di burro, 7.200 uova e 3.300 kg di farina.
Lo chef dell'hotel Marriott Marquis a New York, Jon Lovitch, ha superato il record per il più grande villaggio di pan di zenzero con 135 edifici residenziali e 22 commerciali, funivie e un treno.

## Case di pan di zenzero

Case di pan di zenzero
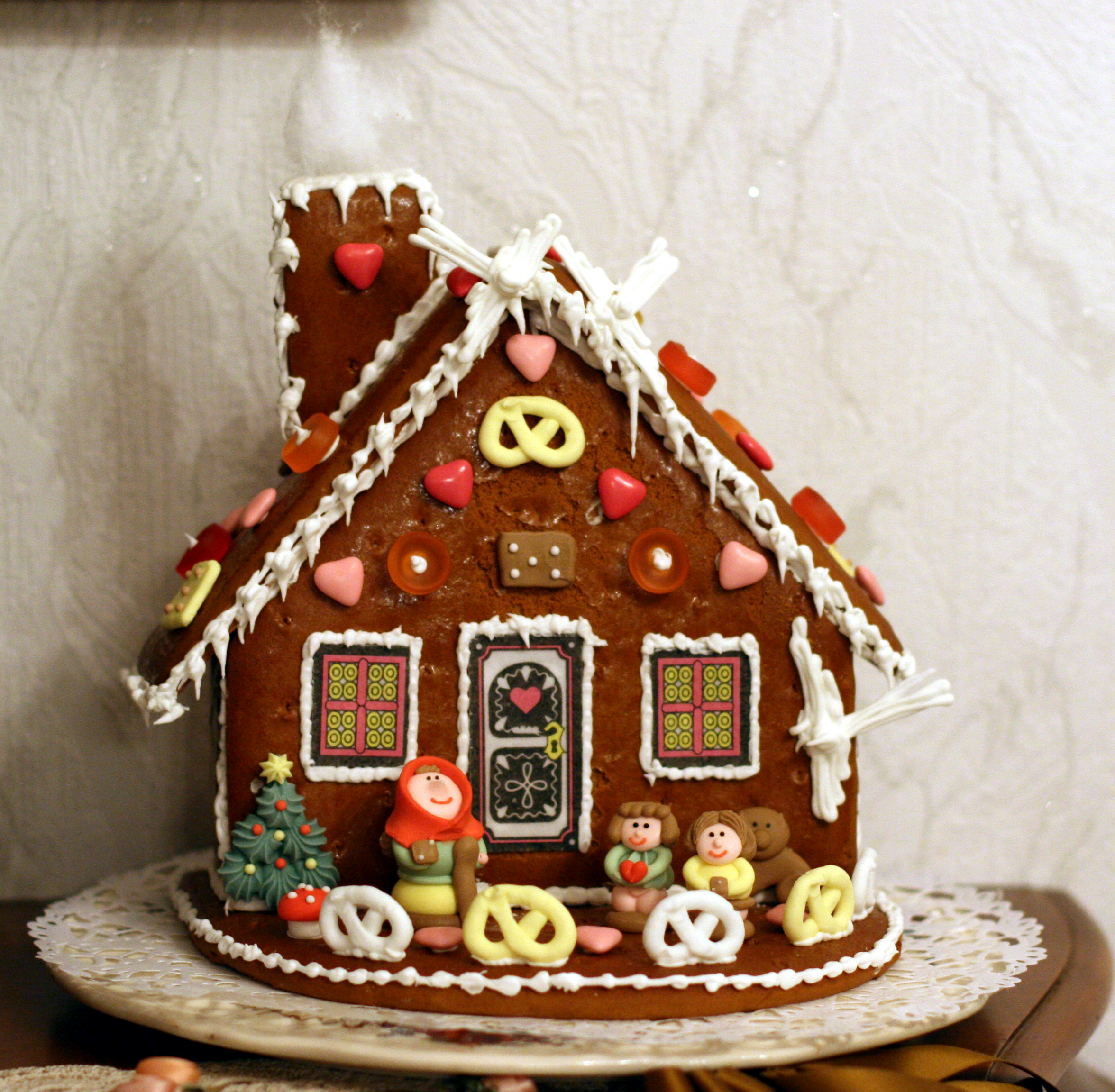
Casa di pan di zenzero con dolcetti
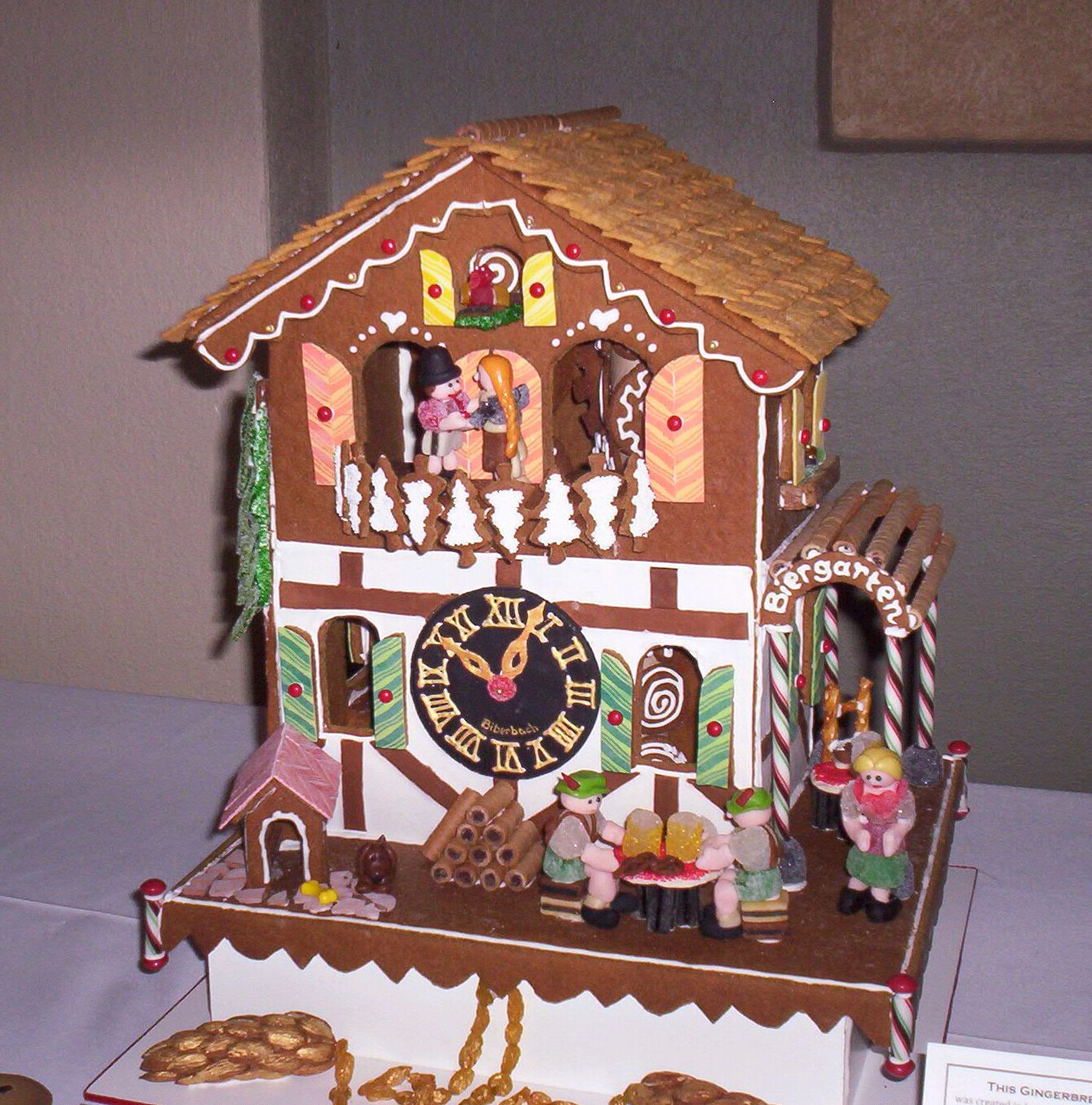
Una casetta di pan di zenzero con un orologio e dolci
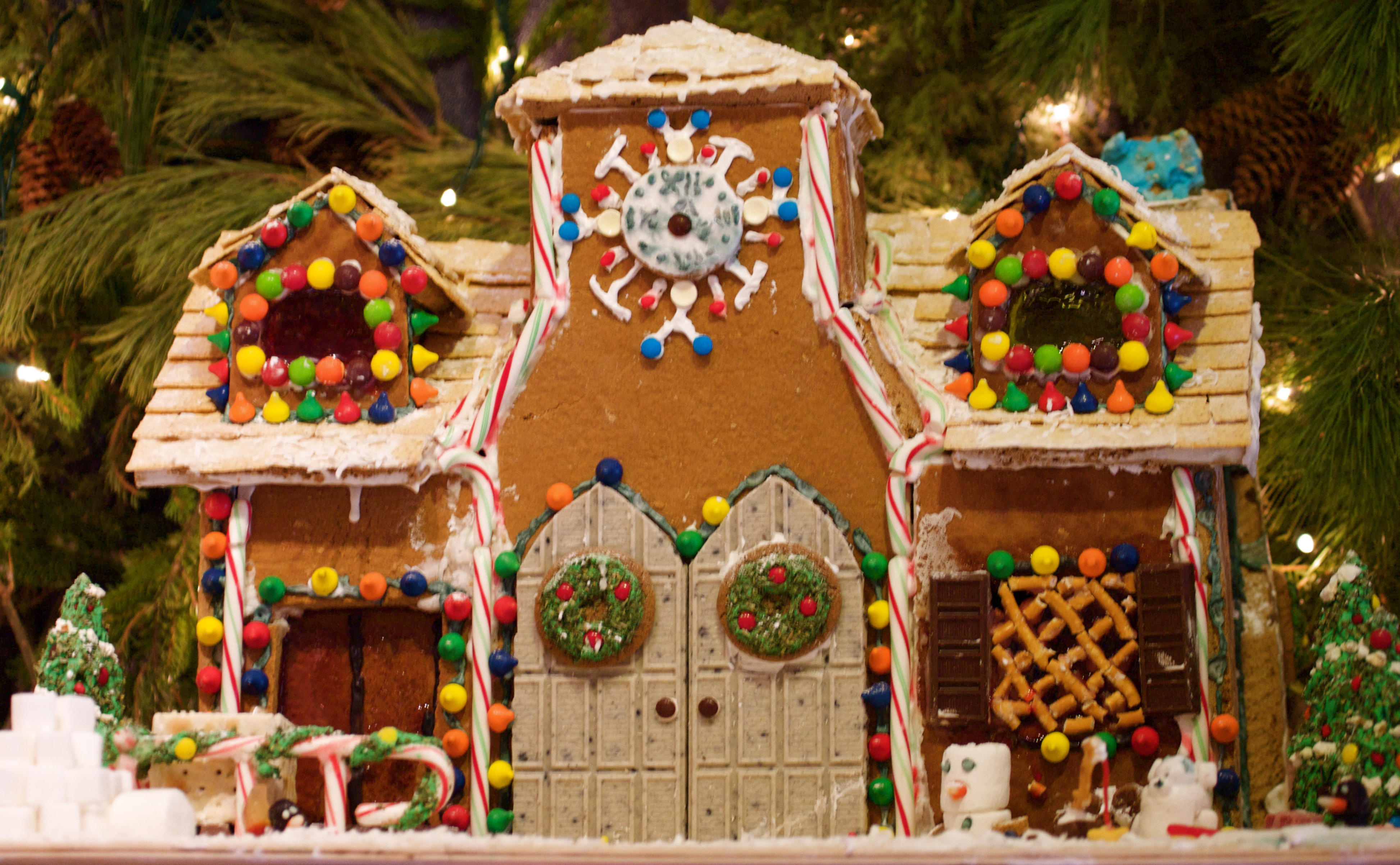
Una casa di pan di zenzero con doppie porte
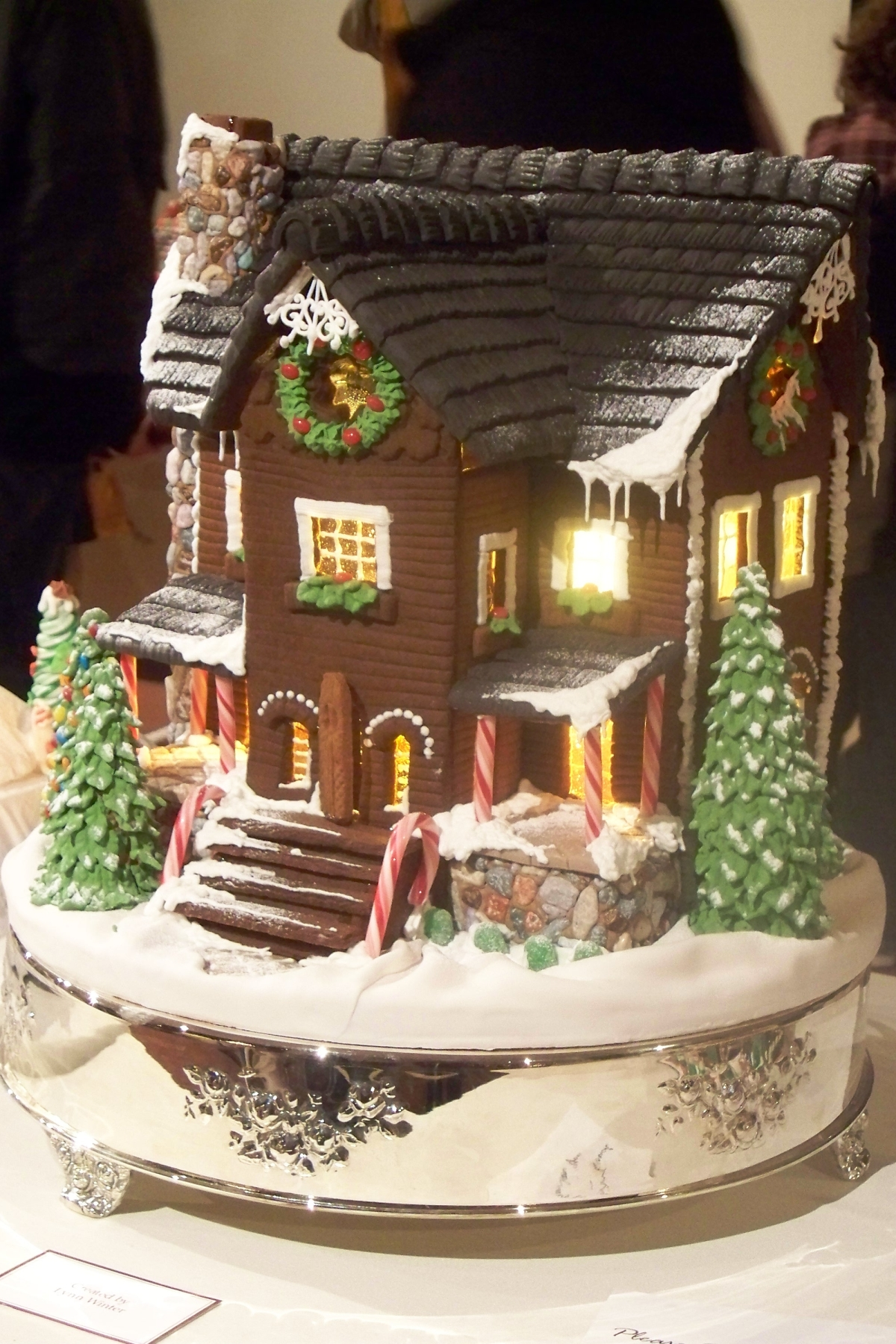
Una casa di pan di zenzero con scale e alberi
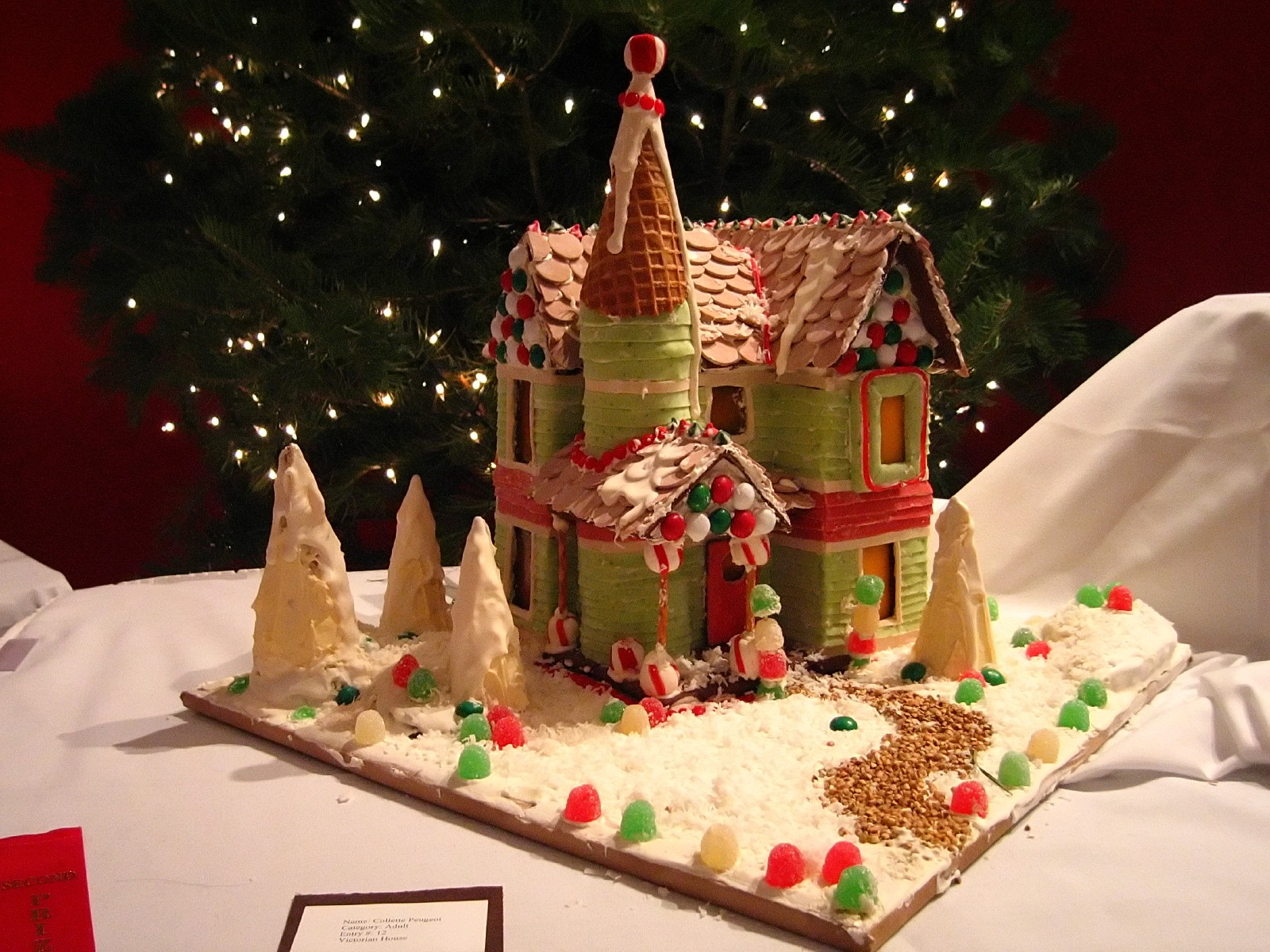
Una casa di pan di zenzero con un sentiero
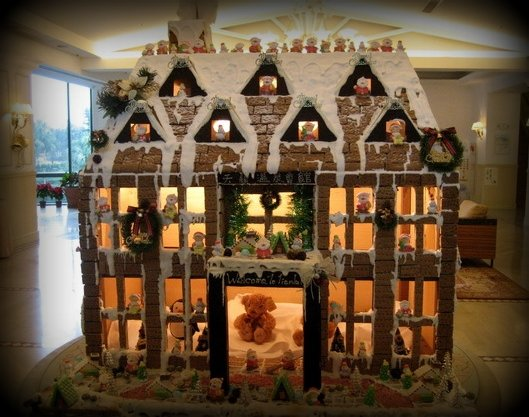
Una casa di pan di zenzero con illuminazioni
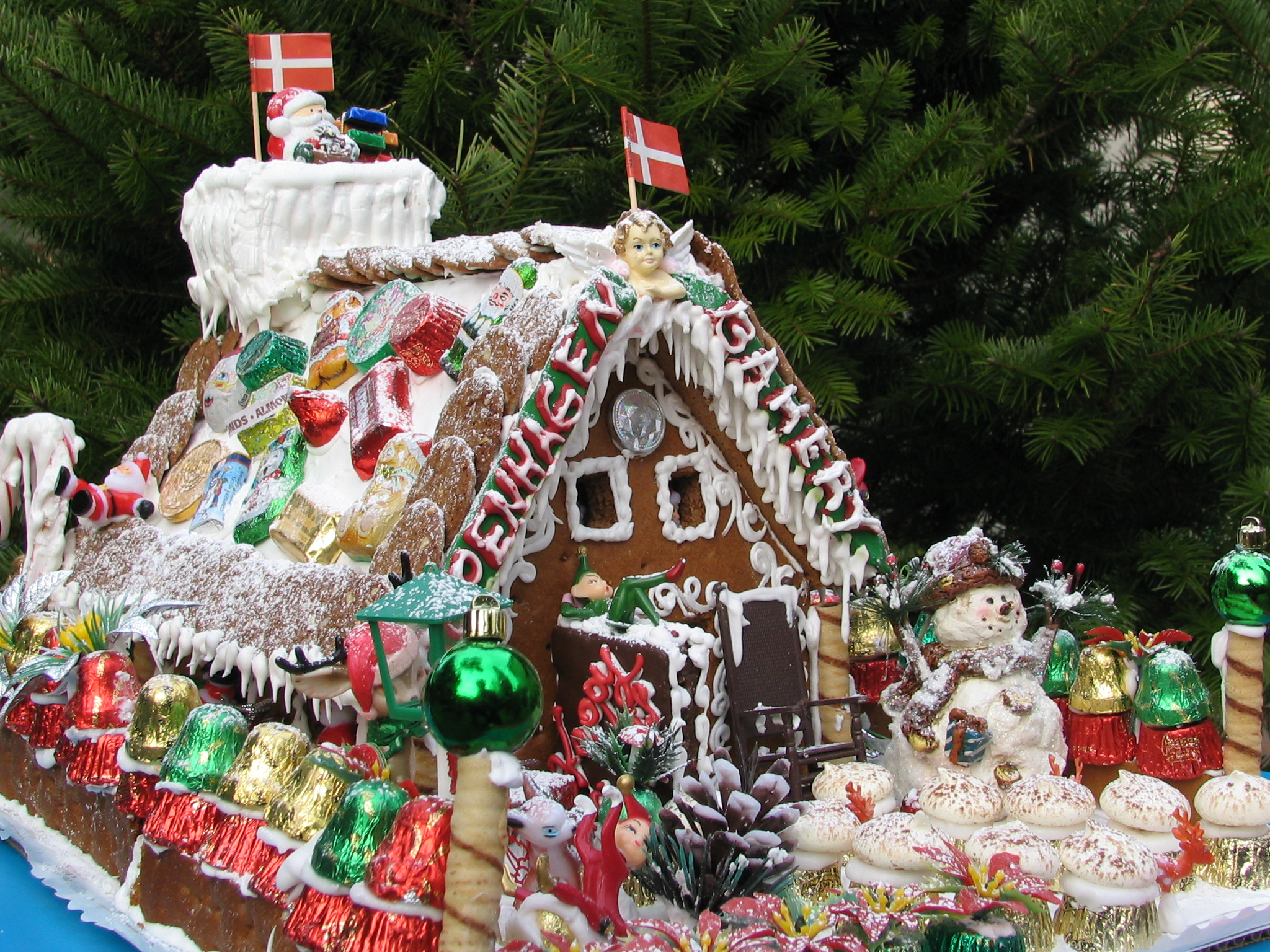
Una casa di pan di zenzero con un pupazzo di neve
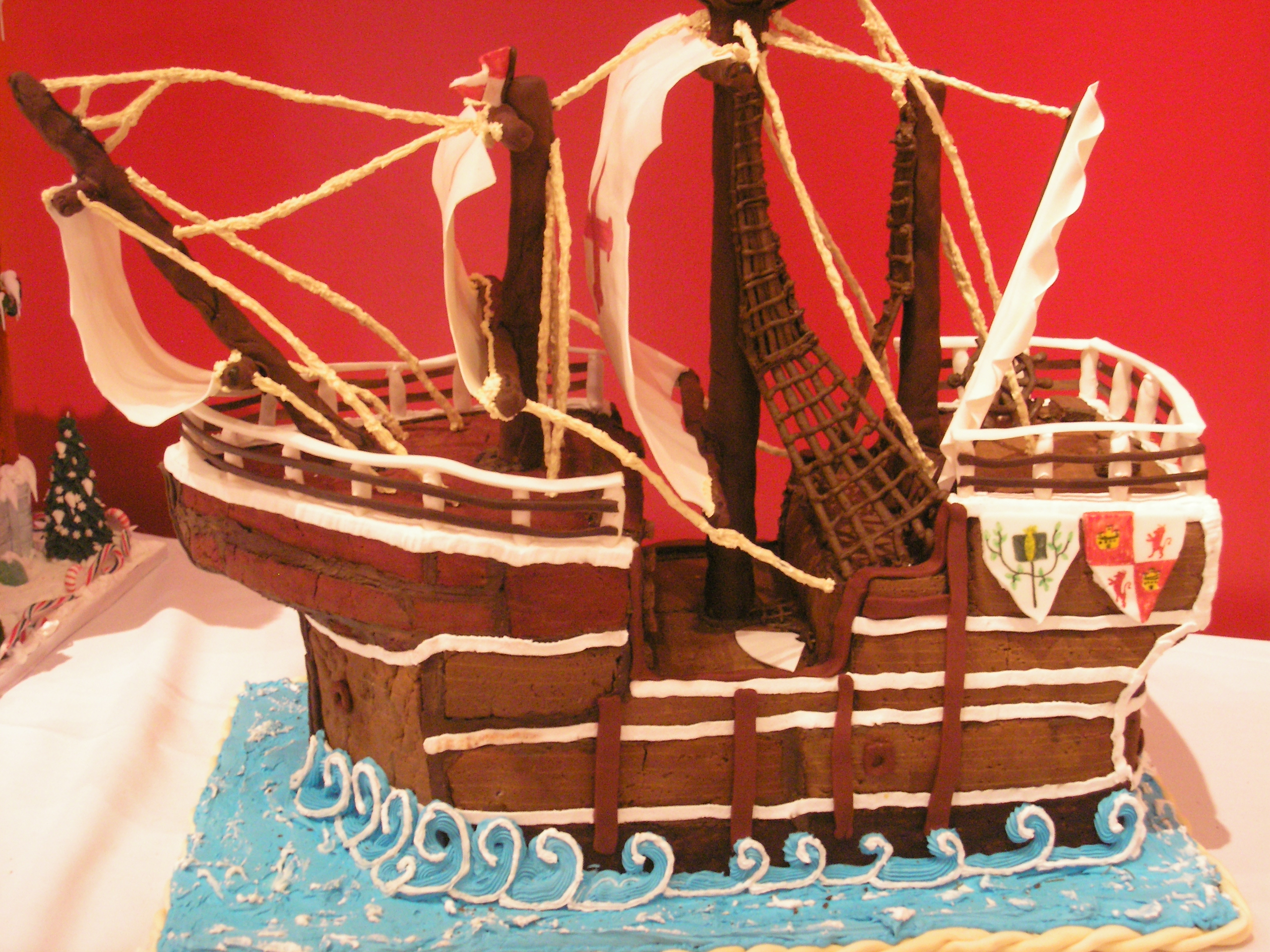
Una nave di pan di zenzero
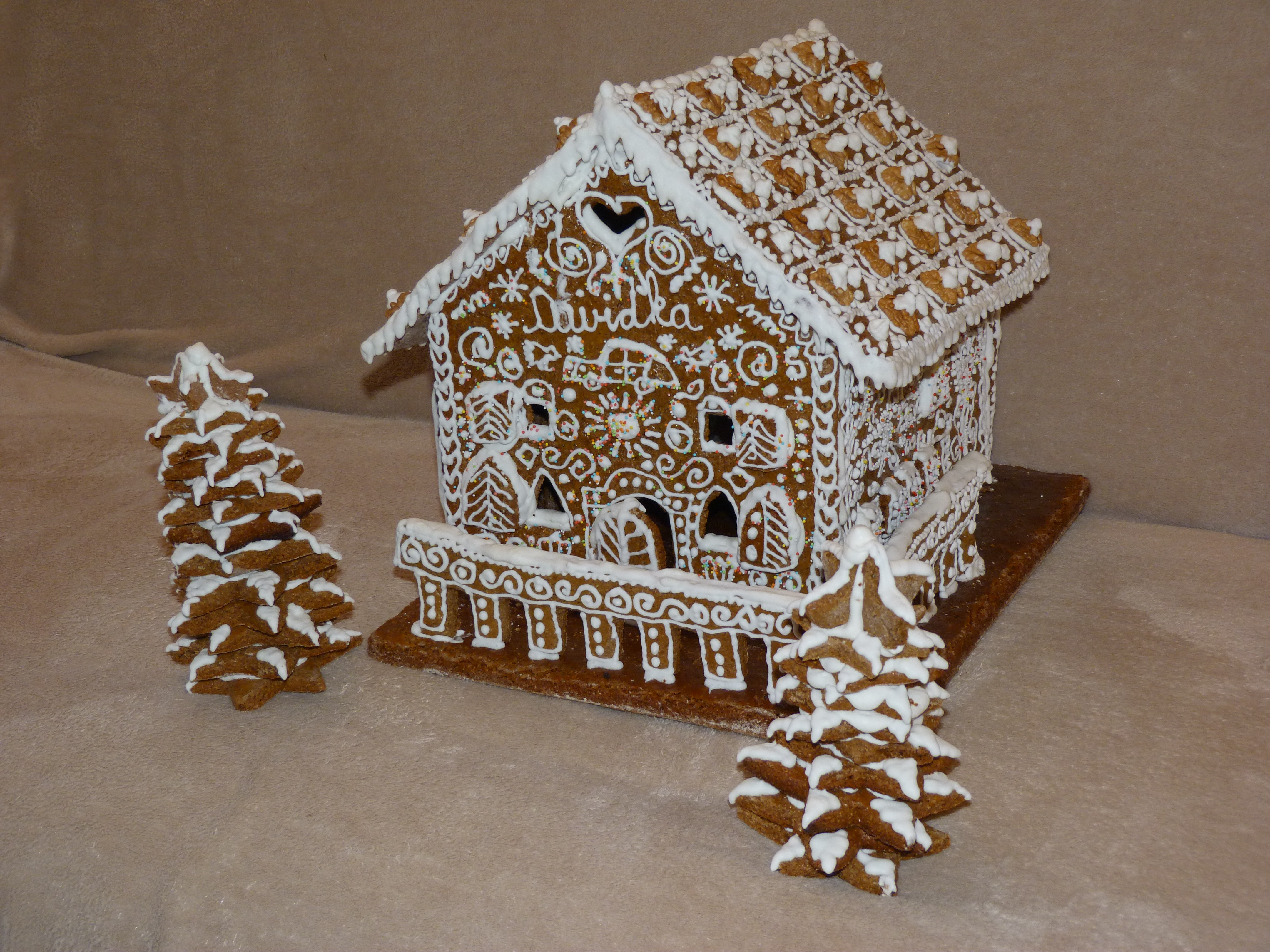
Una casa di pan di zenzero con decorazioni per Capodanno
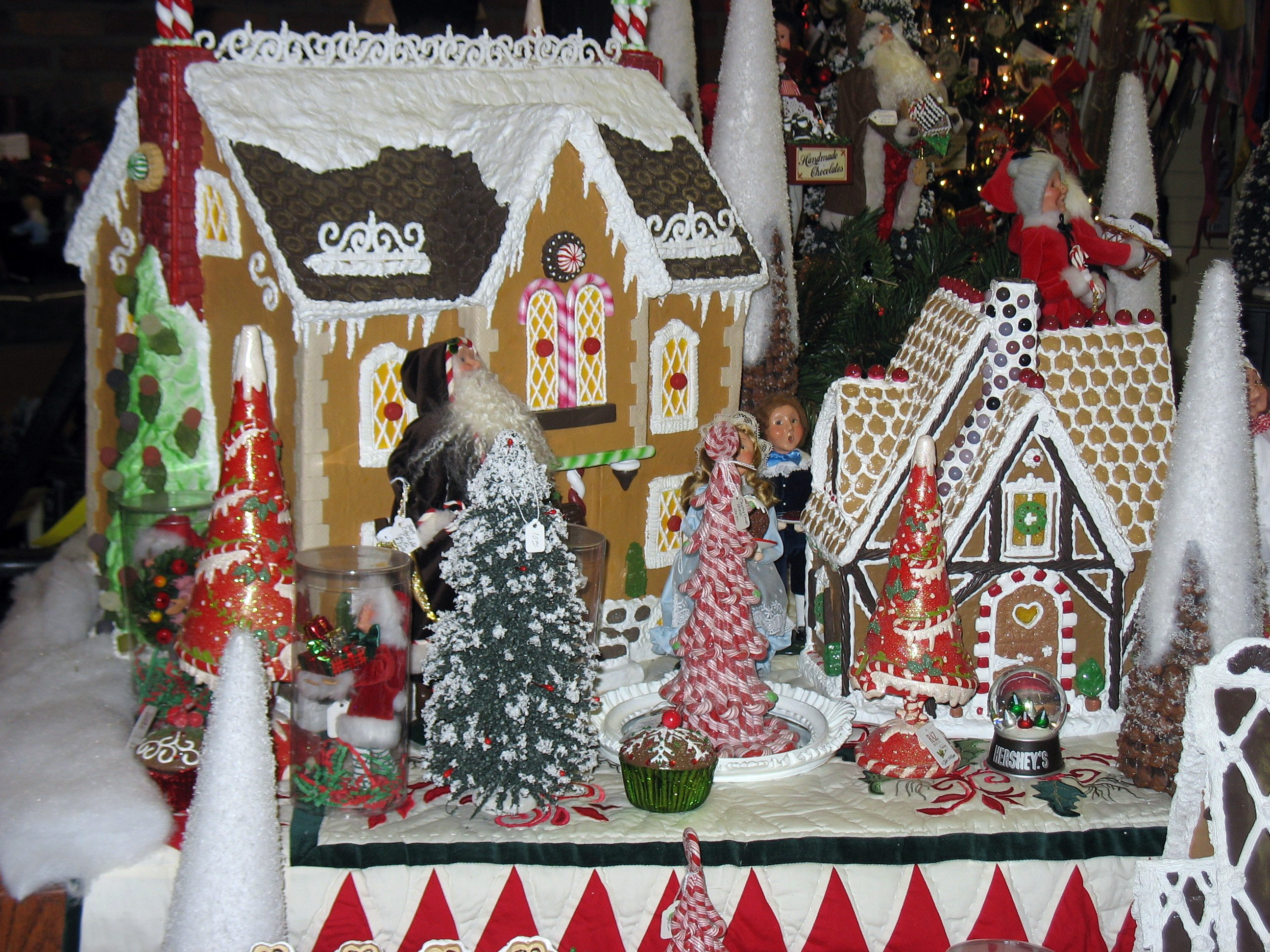
Una casa di pan di zenzero con un albero di Natale
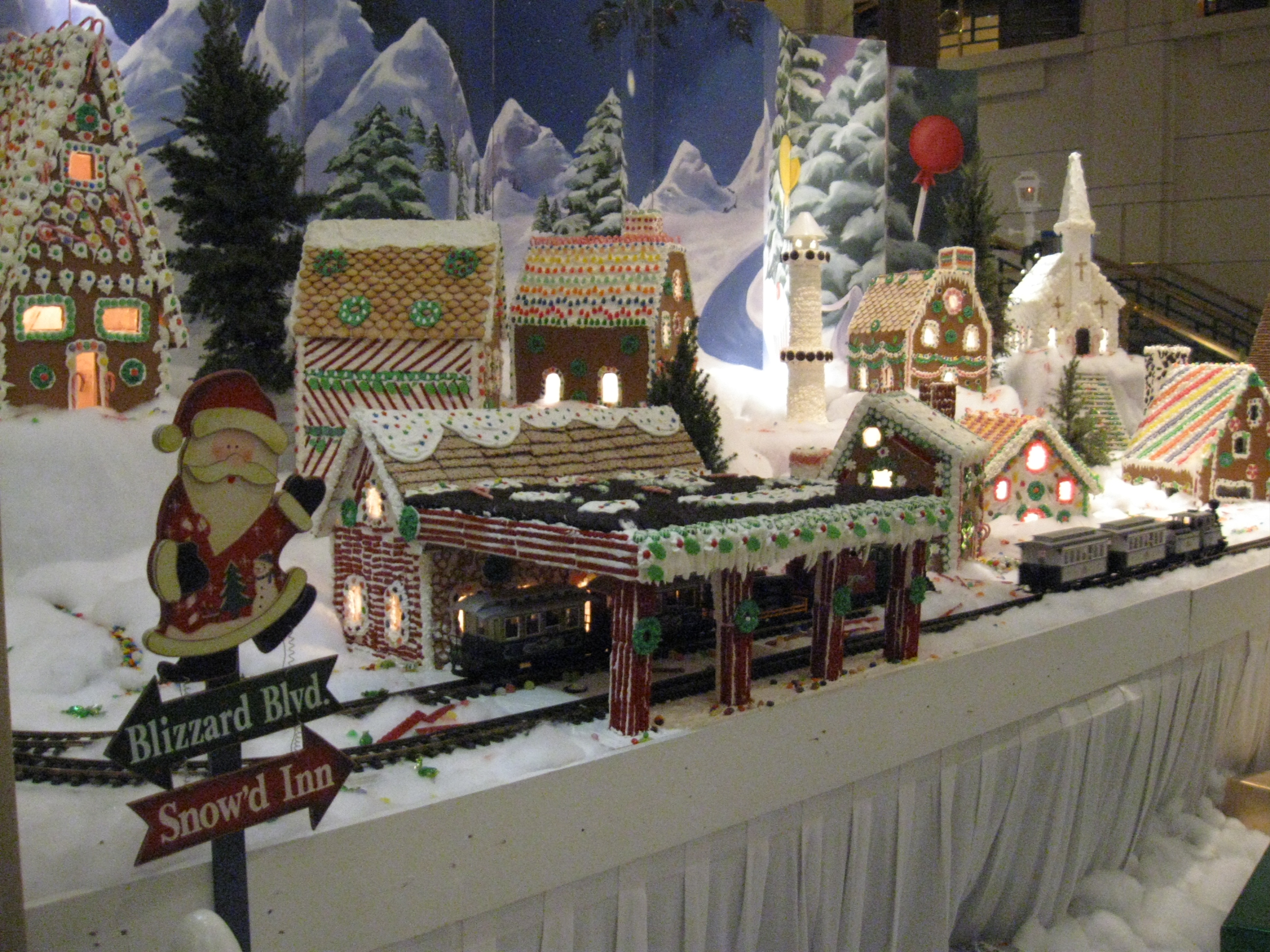
Un villaggio di pan di zenzero con dei trenini
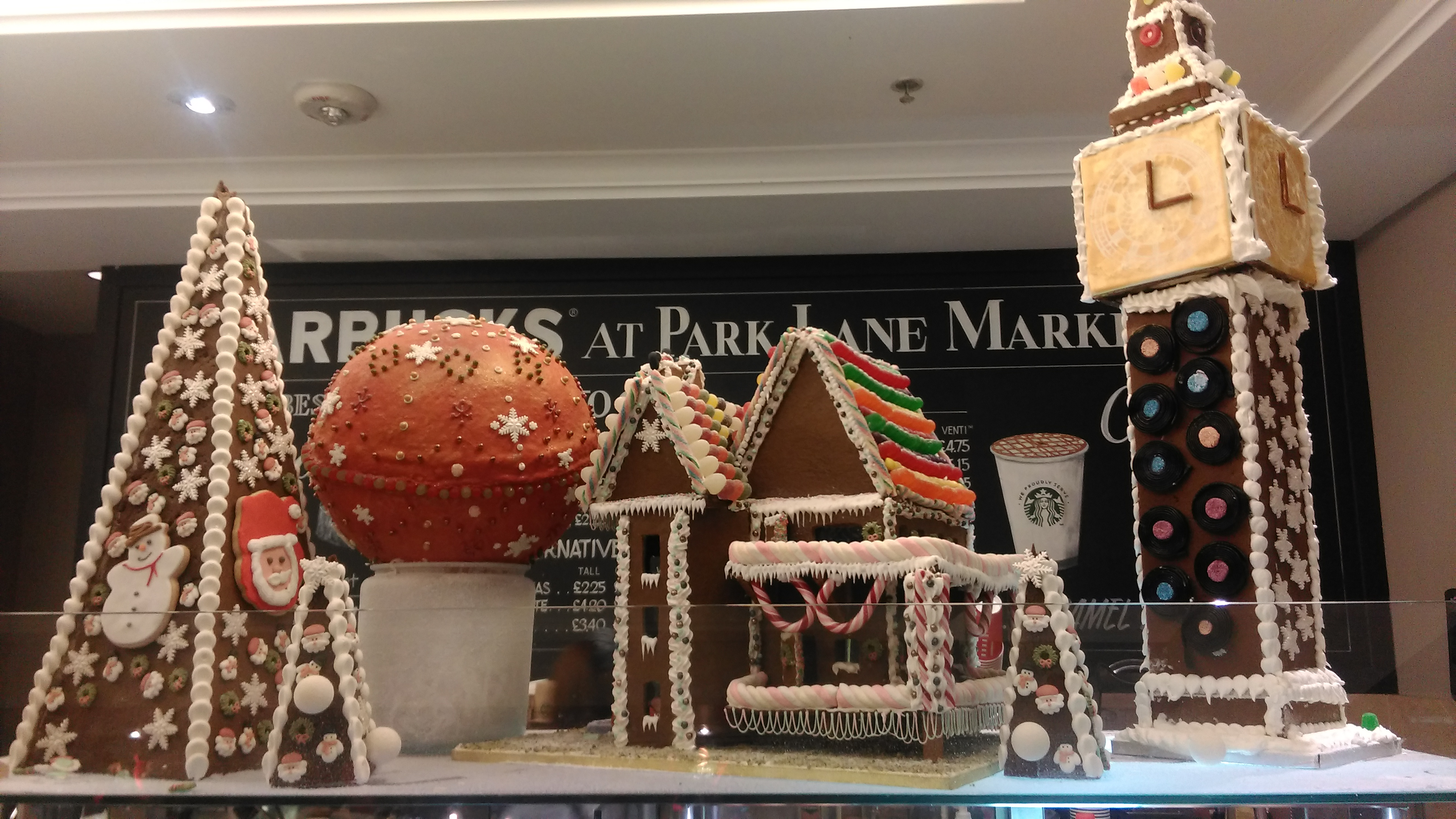
Una casa di pan di zenzero e la Elizabeth Tower a Londra

## Antiche forme intagliate per il pan di zenzero

Stampi per il pan di zenzero. I fornai professionisti li usavano dare la forma ai biscotti di zenzero.
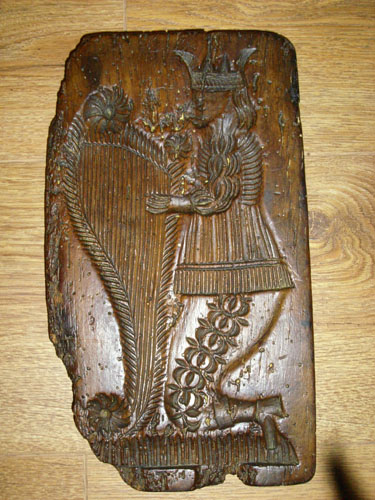
Uno stampo medievale
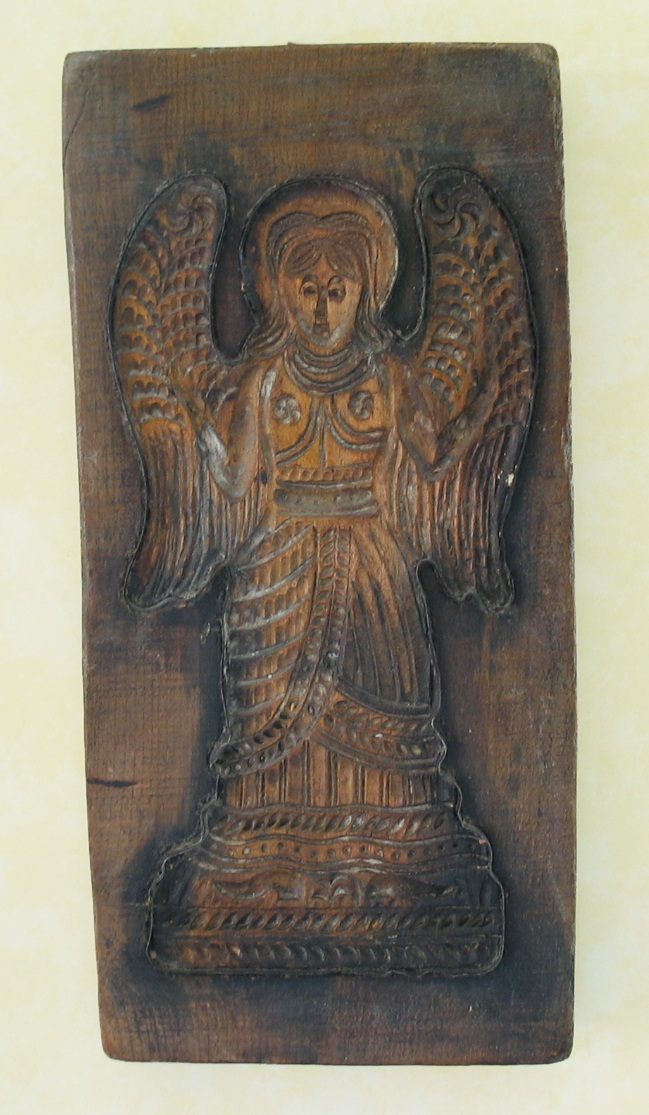
Uno stampo medievale
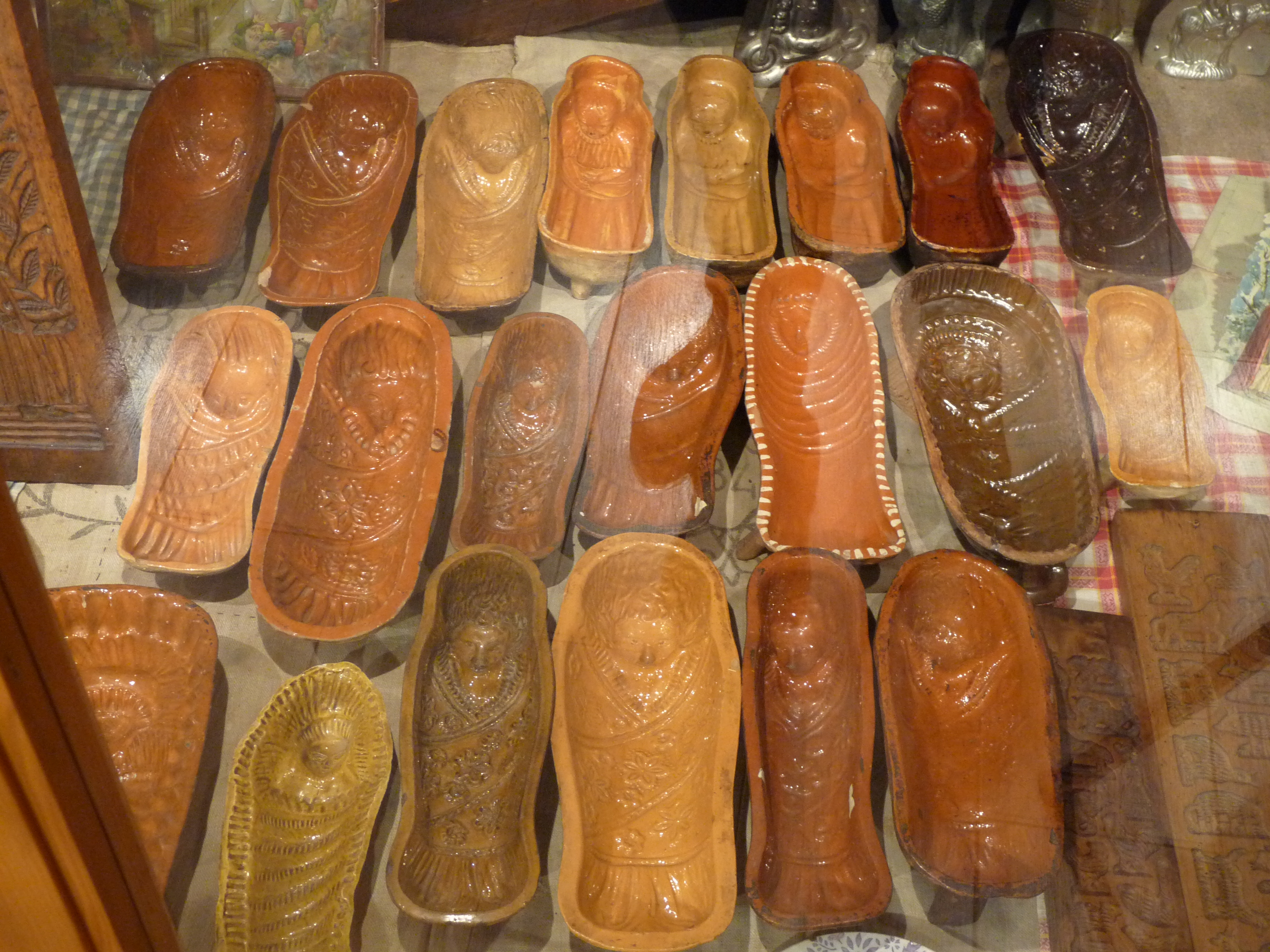
Forme per il pan di zenzero
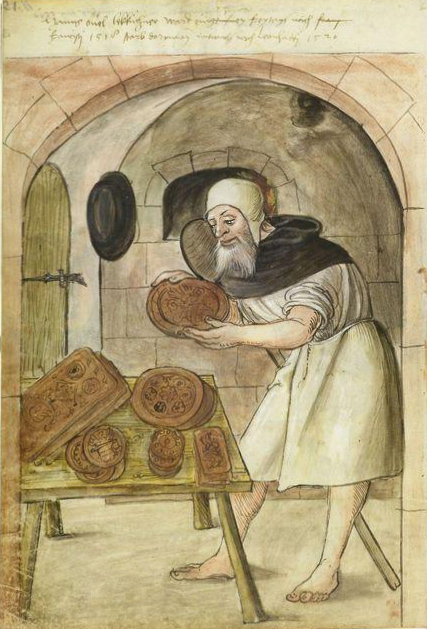
Un produttore di pan di zenzero nel Medioevo
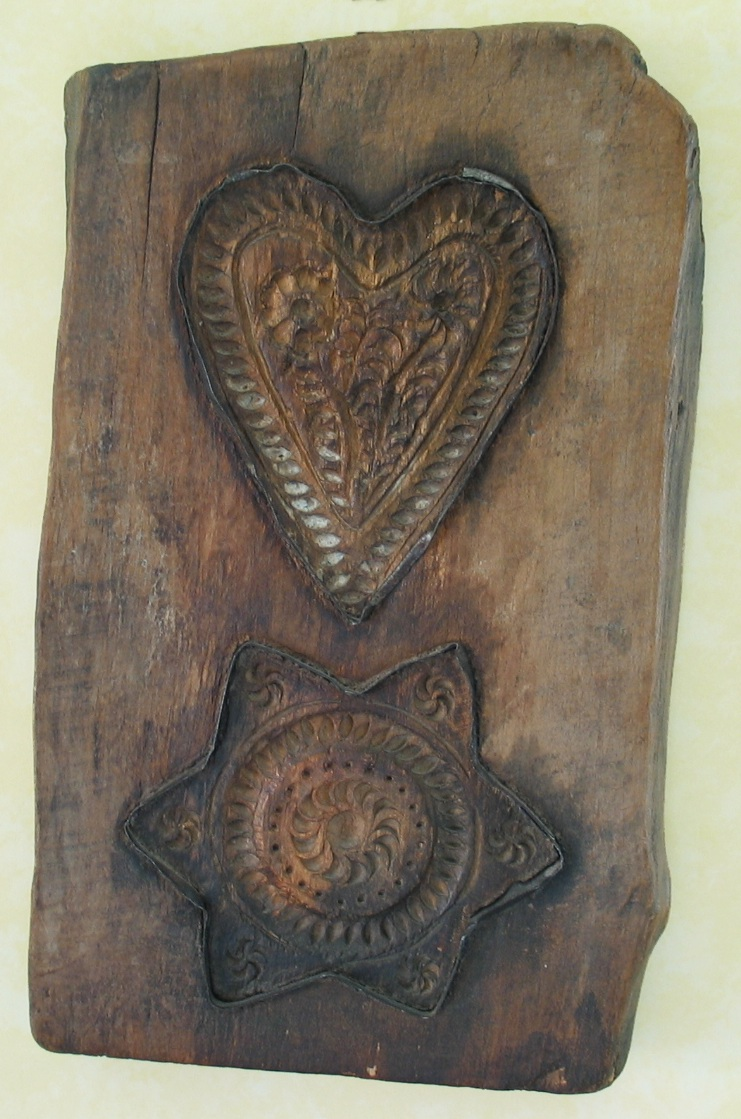
Uno stampo medioevale

## Letture di approfondimento
- Weaver, William Woys – The Christmas Cook, Three Centuries of American Yuletide Sweets.
- (EN) Eliza Leslie, Miss Leslie's New Cookery Book, Andrews McMeel Publishing, 16 ottobre 2012, ISBN 978-1-4494-2823-5. URL consultato il 5 aprile 2025.